# Elsa Desmond
Elsa Desmond (* 6. August 1997 in Cookham) ist eine irisch-britische Rennrodlerin.
Elsa Desmond ist Tochter von Brendan Desmond, einem ehemaligen Ruder-Leistungssportler und mittlerweile dem Präsidenten des irischen Rodelverbandes. Sie studierte Medizin am King’s College der Universität London. Mit dem Rodelsport kam sie in Kontakt, als sie als Kind die Olympischen Winterspiele am Fernsehen verfolgte. Als Jugendliche hatte sie die Chance an Rodelcamps der British Army in Igls teilzunehmen. Sie gehörte bis 2019 auch der Royal Air Force's University Air Squadron an.

## Erste Schritte im Weltcup

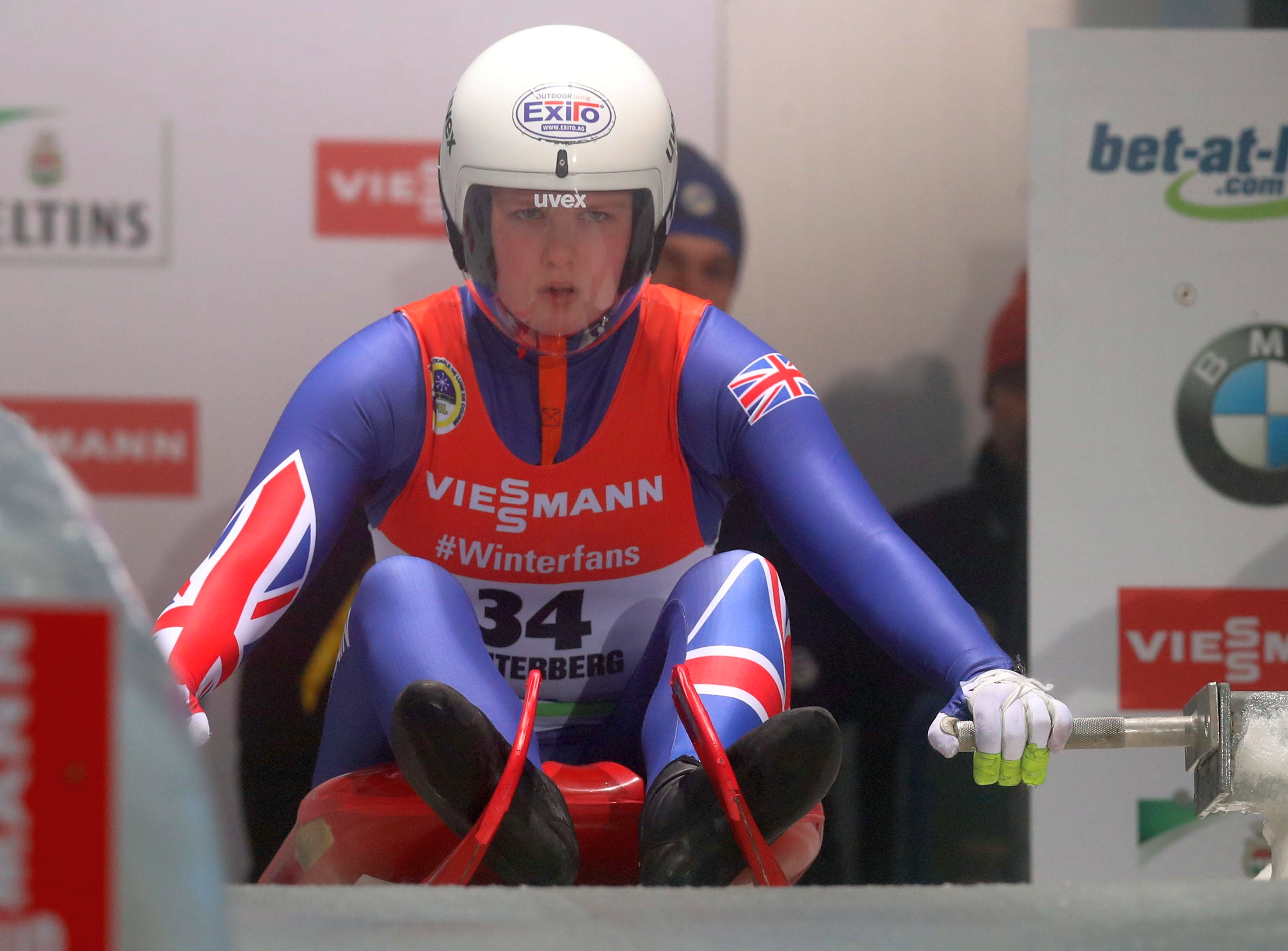
Desmond startet bei den Weltmeisterschaften 2019 in Winterberg

Desmond rodelte erstmals 2016 auf einer Kunstbahn. Zunächst startete sie für den britischen Rodelverband. Sie bestritt ihr erstes internationales Rennen zum Auftakt der Rennrodel-Saison 2018/19 in Igls. Im Rahmen des zur Weltcup-Qualifikation dienenden Nationencups verpasste sie als 33. deutlich das eigentliche Weltcup-Hauptrennen. Auch bei ihrem zweiten Rennen in Calgary konnte sie als 22. das Weltcup-Rennen nicht erreichen. Beim Rennen kurz nach dem Jahreswechsel am Königssee stürzte Desmond und erreichte nicht das Ziel. Es folgte die erste Teilnahme an einer internationalen Meisterschaft. Bei den Weltmeisterschaften 2019 in Winterberg erreichte die Britin einen achtbaren 30. Platz und ließ dabei unter anderem die Olympia-Medaillistin Madeleine Egle hinter sich. Im Rahmen der separaten U-23-Wertung belegte sie Platz zehn. Ein letztes Saisonrennen bestritt sie in Oberhof, wo es ihr beim vierten Versuch gelang, sich als 17. erstmals für das Weltcup-Rennen zu qualifizieren. Dieses beendete sie als 27. Mit 28 Punkten war sie 43. der Gesamtwertung des Weltcups und mit 51 Punkten 37. der Gesamtwertung des Nationencups. 2019/20 kam sie nur zu einem Einsatz zu Beginn der Saison im Nationencup in Igls und wurde bei diesem disqualifiziert. Damit blieb sie gänzlich ohne Punkte in beiden Wertungen.
Nach der Saison wechselte Desmond, die beide Staatsbürgerschaften besitzt, vom britischen zum irischen Verband. In Irland war sie die erste aktive Athletin des neuen irischen Rodelverbandes, der 2020 als provisorisches Mitglied der Fédération Internationale de Luge de Course aufgenommen wurde.
2022 nahm Desmond erstmals an Olympischen Winterspielen teil. Bei den Wettkämpfen in Peking belegte sie den 33. und letzten Platz.

## Statistik

### Ergebnisse bei Meisterschaften
| Jahr | Olympische Spiele | Weltmeisterschaften | Europameisterschaften | U-23-Weltmeisterschaften | U-23-Europameisterschaften |
| ---- | ----------------- | ------------------- | --------------------- | ------------------------ | -------------------------- |
| 2019 | 0/                | 30.                 | 24.                   | 10.                      | 0–                         |
| 2020 | 0/                | 0–                  | 0–                    | 0–                       | 0–                         |
| 2022 | 33.               |                     |                       |                          |                            |

### Platzierungen in Gesamtwertungen
| Saison  | Weltcup | WC-Punkte | Sprintweltcup | NC-Nationencup | Punkte | Juniorinnen-Weltcup | JWC-Punkte | Jugend-A-Weltcup | JAWC-Punkte |
| ------- | ------- | --------- | ------------- | -------------- | ------ | ------------------- | ---------- | ---------------- | ----------- |
| 2018/19 | 43.     | 028       | 0–            | 37.            | 051    | 0–                  | 0–         | 0–               | 0–          |
| 2019/20 | 61.     | 0         | 0–            | 62             | 0      | 0–                  | 0–         | 0–               | 0–          |